# Music Express
『Music Express』（ミュージック エクスプレス）は、南日本放送（MBCラジオ）が放送している音楽番組である。

## 概要
2015年3月30日にかつて平日夜に放送されていた音楽番組「Precious Music」の後継番組として放送開始。前番組と同じく、曜日別に放送される内容が異なっている。
ナイターイン(4月~9月)の時期は野球中継「MBCエキサイトナイター」が終わり次第放送開始となる(最も早い開始時間は20時58分)が、最大延長時刻(21時42分)までに終わらなかった場合は定時番組をはさんで22時に放送開始となる。
夜遅くに放送されている関係上スタッフの人数が昼間の番組に比べて少ないため、リクエスト曲は事前に送らなければかからない場合がほとんどである。
22時台に、中断ニュースが入る（担当は同局の当直アナウンサー）。

## 出演者・内容一覧
◎は「Precious Music」時代から続投している者
| 曜日 | 放送時間                                                                                    | 愛称       | 出演者                    | 内容                         | 備考                                                                                         |
| ---- | ------------------------------------------------------------------------------------------- | ---------- | ------------------------- | ---------------------------- | -------------------------------------------------------------------------------------------- |
| 月   | 22:00〜24:00                                                                                | ゼブエク   | ZEBRA                     | 洋楽 地元音楽                | 通年21時台は別の定時番組が編成されているので放送されない。                                   |
| 火   | 【ナイターイン期(4月～9月)】ナイター終了後〜24:00 【ナイターオフ期(10月～3月)】22:00～24:00 | なし       | 月替わり                  | 出演者次第                   | ナイターオフ期の21時台は別の定時番組が編成されているので放送されない。                       |
| 水   | 【ナイターイン期(4月～9月)】ナイター終了後〜24:00 【ナイターオフ期(10月～3月)】21:30～24:00 | ギタエク   | 柳田弘志◎（映画館支配人） | 洋楽 ジャズ フュージョン AOR |                                                                                              |
| 木   | 【ナイターイン期(4月～9月)】ナイター終了後〜24:00 【ナイターオフ期(10月～3月)】21:30～24:00 | モジャエク | 竹之内雄太（お笑い芸人）  | ヒップホップ ディスコ R&B    |                                                                                              |
| 金   | 【ナイターイン期(4月～9月)】ナイター終了後〜24:00 【ナイターオフ期(10月～3月)】21:30～24:00 |            | ジミー入枝                |                              | ツイキャスでも同時生放送を行っている。 番組開始時から2016年3月までは木曜日も放送されていた。 |

## 過去の出演者
- 鹿児島国際大学放送部(月曜日：2015年3月30日～2016年3月21日)
  - ジャンル：ランキング
- 宮井紀行◎(火曜日:2015年3月31日～2017年3月28日)
  - ジャンル:ノンジャンル

Precious Music時代から続投したパーソナリティーの一人。「今後の自分について見つめ直したい」という本人の意向から2017年3月末で終了。
- 赤岩瞳◎(金曜日:2015年4月2日～2017年4月1日)
  - ジャンル：アイドル・アニメ・ゲーム[2]
- ZIKU[3]
- 福留知恵[2]

## 現在放送中のコーナー

### 夜友ネットワーク（月～木）
パーソナリティーが電話を繋いだ相手か、スタジオにお越しいただいたゲストとトークを繰り広げるコーナー。
金曜日は後述のコーナーが行われているため基本的に放送されない。

### シネマの時間（水曜日）
天文館シネマパラダイスの支配人を務めている柳田が、県内にある映画館おすすめの最新映画とそれに関するコメントを紹介する。

### アイドルお忍びBAR・時空（金曜日）
ZIKUがマスターを務めている設定で、照国神社の近くにあるというバー「時空」に鹿児島のご当地アイドルおよびその関係者をお迎えするコーナー。元々は放送開始時から毎週木曜日と第2金曜日に放送されており、2015年9月いっぱいで一旦終了したが、2016年に入ってから復活した。
週によって出演者が異なっており、第1・第3金曜日はS☆UTHERN CROSS、第2・第5金曜日はSeven Colorsから鍛冶屋佳奈枝(2015年9月までは毎週金曜日)、第4金曜日はMingo×Mingoから新川紗希(かつては第2金曜日)が登場する。
2015年に放送されていた時はなぜかコーナーの最後に必ずコントを行うのが定番となっていた。

### ZIKU姐さんのお悩み相談（金曜日）
金曜パーソナリティーのZIKUとは別人のZIKU姐さんに、リスナーのお悩みについて活を入れつつ解決していただくコーナー。
あくまで「くだらないお悩み」を解決するコーナーであって、遺産相続や離婚問題などといった規模が大きい相談については「テレフォン人生相談」に電話するように勧めている。

### 大栗（金曜日）
金プレ時代に放送されていた定番コーナー「大栗」を復活させた、いわば大喜利のコーナーである。
「ぼくはくま」と同様、お題は番組の序盤に発表される。
諸事情などにより、当コーナーが不定期で下記の「人間浪漫機構～うすくち～」に差し替えられる事がある。

### 人間浪漫奇行～うすくち～（不定期で金曜日）
後述する当番組の番外編「ジクエク・アフターピンク」で行われている定番コーナー「人間浪漫奇行」を本編でもやってみようというZIKUの思い付きで始まった。公共の電波に乗せて放送している関係で過激な作品は当然のことながら読むことができないので、ある程度表現が落ち着いている作品が読まれるようになっている。

### アニメでGo!Go!（金曜日）
かつてMBCラジオで放送されていた人気番組「アニメでGo!Go!」をコーナーとして復活させたもの。ZIKUはこのコーナーが誕生するにあたって、かつてアニGOのパーソナリティーを務めていたと同時に「アニメキング」を名乗っていた同局アナウンス部長の采野吉洋から「2代目アニメキング」の称号を授与された。
当初は毎週一つのアニメを取り上げ、好きなシーンやキャラクター、アニメに対する自分自身の考察などをZIKUとリスナーが熱い想いで語り合うコーナーだったが、最近は毎月決められたテーマに沿ってリクエストされた曲を流すというスタイルになっている。
コーナーの冒頭に流れるBGMは「ファイナルファンタジーVII アドベントチルドレン」より「約束の地～The Promised Land〜」の一部を使用している。

## 過去に放送されていたコーナー
- ランキング（月曜日）

「レコチョク」「着メロ」「着うた」を基にランキングを発表するコーナー。
- 極上歌（火曜日）

宮井自身がリスナーに聴かせたい曲を紹介する。
- ぼくはくま（木曜日）

リスナーが有名人になりきって実際に言わないような面白いセリフを考えてもらうコーナー。お題となる人物は毎週、番組の序盤にて発表される。
- 萌えキュンアドリブ道場（木曜日）

リスナーから寄せられたシチュエーションに沿ったアドリブドラマを師範役のZIKUと鹿児島のご当地アイドルグループのメンバーに演じてもらうコーナー。

登場するアイドルは週替わりとなっており、第1・第3木曜日はS★UTHERN CROSS、第2・第5木曜日はSeven Colors、第4木曜日はMINGO!×MINGO!からメンバー1~2名が登場することになっていた。ただし、生放送であるため高校生以下のメンバーは労働基準法により出演できない。2015年12月いっぱいでZIKUが「飽きた」という理由で突然終了。
- いや、しらねーし（木曜日）

まず何かしらの報告を行うが、内容があまりにもくだらないため思わず「いや、しらねーし」って突っ込みたくなるような一言を送っていただくコーナー。木曜ジクエク終了に伴い2016年3月で終了。
- 「私の歌を聞けぇぇぇっ！」からの～（金曜日）

マクロスFのヒロインであるシェリル・ノームになりきって「私の歌を聞けぇぇぇっ！」に続くセリフを考えるコーナー。
- ○○マンと××さん（金曜日）

リスナー自身が漫画やアニメなどで実際に使用されたことがあるサブタイトルを指定し、実際とは異なるオリジナルのストーリーを制作するコーナー。なぜか「ミュージックステーション 初回」などといった、コーナーをぶっ壊そうとしているかの様なネタが読まれたことがあった。
- ～からのアマゾン（金曜日）

2015年夏、鹿児島市にある歴史資料館「黎明館」にて開催された「大アマゾン展」とのコラボレーション企画として期間限定で放送されたコーナー。最後は必ず「アーマーゾーン！」という絶叫で〆るというルールが存在し、それに繋がるストーリーを適当に制作する。
- スキャットマンショー！（金曜日）

スキャットマンZIKUがリスナーから課せられた長めの文章や早口言葉を一度も噛まずに読み上げるコーナー。なぜか読み上げた後の顔写真が赤岩の手によってTwitter上に公開されることがある。
2015年12月4日放送のアフターピンクにて、このコーナーは終了したことがZIKUから発表された。
- ～からのファラオ（金曜日）

2016年夏に鹿児島市の「黎明館」で開催される「ファラオ展」との連動企画。内容は前年に放送された「からのアマゾン」と全く変わらず、最後は必ず「ファーラーオー」という絶叫で〆るというルールの下、それに繋がるストーリーを適当に制作する。
- Talk Spaceで行ってみようのコーナー！（金曜日）

スマートフォンアプリ「Talk Space」を用いて、毎週決められたテーマに沿って実際にセリフを言ってもらうコーナー。金プレ時代から引き続き行われていたコーナーだった。

## 特記事項・エピソード
- 前身番組「Precious Music」時代は火曜日と金曜日にUstreamでもLIVE配信を行っていたが、radikoプレミアムでの配信が開始されたことと、同番組の終了と同時に夜ワイドはUstreamが廃止されたため当番組ではLIVE配信を行っていなかった。しかし思ったような効果が見込めなかったことから、2016年11月より金曜日のみツイキャスでの同時放送を開始した。
- 番組公式Twitterアカウントは設けられていないが「Precious Music」時代からの習慣でZIKUがパーソナリティーを担当する金曜のみ(以前は木曜も)Twitterと連動しており、リスナーが番組を聴いてつぶやいたものをパーソナリティーが読み上げる事がある。ちなみにハッシュタグは「#mbcmx」である。
- 下ネタや卑猥な表現が含まれているメールは基本的に読まれない。

## Podcast・動画配信
金曜パーソナリティーのZIKUが当番組の番外編を制作しており、Podcast及び動画配信が行われている。詳しくは「ジクエク・アフターピンク」の項を参照。